# Cynoscion nortoni
Cynoscion nortoni es una especie de pez de la familia Sciaenidae en el orden de los Perciformes.

## Morfología
• Los machos pueden llegar alcanzar los 40 cm de longitud total.
- Número de  vértebras: 25.[1][2]

## Hábitat
Es un pez de clima tropical y bentopelágico que vive entre 100-200 m de profundidad.

## Distribución geográfica
Se encuentra en el Pacífico suroriental: el Ecuador.

## Observaciones
Es inofensivo para los humanos.